# Ration ménagère
Une ration ménagère est un mode d'alimentation pour animaux de compagnie dans lequel l'alimentation consiste en un mélange calculé de différents aliments non industriels. Une ration ménagère doit être composée d'au moins cinq types d'aliments : de la viande ou du filet de poisson, de l'huile de colza ou de l'huile de soja, des légumes verts, des féculents cuits et un complément comportant au minimum du calcium, des oligo-éléments et des vitamines.
La ration ménagère peut être adaptée pour répondre à des besoins vétérinaires spécifiques, comme l'obésité,, le diabète ou l'insuffisance pancréatique.